# Praag-Kortsjakcultuur
De Praag-Kortsjakcultuur is een archeologische cultuur uit de 5e tot 7e eeuw op het gebied van het huidige Duitsland, Polen, Tsjechië, Slowakije, Wit-Rusland en Oekraïne.
Ze wordt onderverdeeld in de:
- Praagcultuur
- Mogillacultuur
- Kortsjakcultuur

Nauw verwant is de:
- Sukow-Dziedzicecultuur

De cultuur strekte zich van de Dnjepr in het oosten tot aan de Havel in het westen.
In het oosten grensde de Praag-Kortsjakcultuur aan de eveneens Slavische Kolotsjincultuur, op het zuidoosten aan de nauw verwante Penkivkacultuur, in het noordoosten aan de Baltische Oostlitouwse grafheuvelcultuur en in het westen aan het Frankische Rijk.

## Ontstaan
De Praag-Kortsjakcultuur ontstond in de 4e of begin 5e eeuw in het gebied van de Boven-Pripjet uit de Kievcultuur, onder invloed van de Przeworskcultuur en Tsjernjachivcultuur.
Midden-5e tot begin-6e eeuw breidde ze zich uit naar de Boven- en Midden-Wisła, de Boven-Oder, oostelijke Karpaten, de bovenloop van de Zuidelijke Boeg en de Midden-Dnjepr. In het midden van de 6e eeuw tot het begin van de 7e eeuw bereikte ze de Donau, Midden-Elbe en Havel.
De cultuur reflecteert de westwaartse expansie van de Slavische volkeren ten tijde van de Grote Volksverhuizing. 

## Economie
Akkerbouw (tarwe, rogge, haver) en veeteelt (runderen, varkens, schapen, kippen) vormden de basis voor het levensonderhoud. Het aardewerk werd met de hand gevormd en was meestal onversierd. Het toont invloeden van de urnenveldencultuur en de La Tènecultuur.
Er werd metaal bewerkt (ijzer), en materialen zoals hout, steen, been en leer.

## Nederzettingen
De nederzettingen lagen meestal nabij rivieren of meren, en waren meestal onversterkt. Ze besloegen een gebied van 0,5 tot 1,5 ha en bestonden uit 8-20 huizen.
De huizen waren meestal verzonken in de aarde, bijna vierkant en tussen 6 en 20m² groot.

## Begrafeniscultuur
De gecremeerde resten werden in urnen op grafvelden begraven, in zeldzame gevallen in grafheuvels. Er waren slechts weinig grafgiften (gebruiksgoederen, sieraden).

## Opvolgende culturen
Uit de Praag-Kortsjakcultuur ontstonden meerdere zowel West-, Zuid- als Oost-Slavische stammen.